# Мертінень
Мертінень, Мертінені (рум. Mărtineni) — село у повіті Ковасна в Румунії. Входить до складу комуни Каталіна.
Село розташоване на відстані 164 км на північ від Бухареста, 24 км на схід від Сфинту-Георге, 47 км на північний схід від Брашова.

## Населення
За даними перепису населення 2002 року у селі проживали 659 осіб, з них 655 осіб (99,4%) угорців. Рідною мовою 655 осіб (99,4%) назвали угорську.